# Luppé-Violles
Luppé-Violles település Franciaországban, Gers megyében. Lakosainak száma 132 fő (2022. január 1.). Luppé-Violles Arblade-le-Bas, Le Houga, Lanne-Soubiran, Lelin-Lapujolle, Magnan és Vergoignan községekkel határos.

## Népesség
A település népességének változása:
| Lakosok száma | 172  | 136  | 129  | 135  | 155  | 163  | 157  | 142  | 138  | 132  |
|               | 1968 | 1982 | 1990 | 2006 | 2013 | 2015 | 2017 | 2019 | 2020 | 2022 |